# Ассамблейная
Ассамблейная зала или просто ассамблейная — специальное помещение в российских дворцовых комплексах и в домах крупных вельмож, отведённое под увеселения, проведение балов, общественных мероприятий, а также с 1718 года — для свободного общения лиц дворянского сословия.
В некоторых архитектурных направлениях ассамблейные залы становились ключевыми элементами строительных сооружений и их проработке уделялось особое внимание. Среди примеров таких произведений можно назвать проект здания Парламента в Хельсинки от известного финского архитектора Л. Сонка, который был им предложен в процессе политических реформ Великого княжества Финляндского 1906 года. Планировка всех помещений парламентского собрания была акцентирована на ощущении простора с большими вестибюлями, лестницами и ассамблейным залом, а сам архитектурный комплекс должен был быть возведён на возвышенности и отлично просматриваться со стороны моря и из города.